# 赤楚治之
赤楚 治之（あかそ なおゆき、1959年11月7日 - ）は、日本の言語学者、教育者である。専攻は英語学。名古屋学院大学学長。

## 人物
- 大阪府守口市出身。桃山学院中学校・高等学校[3]から同志社大学文学研究科英文学専攻卒業後、同志社大学大学院文学研究科英文学専攻博士前期課程修了[4]。
- 大学院修了後、1984年に母校の桃山学院中学校・高等学校にて英語科専任教員を務める[3]。
- 1989年に名古屋学院大学外国語学部講師となる[5]。
- 1995年9月から1996年8月までウィスコンシン州立大学マディソン校言語学部に留学[4]。
- 帰国後は名古屋学院大学へ復帰し、1999年に外国語学部教授に昇格。以後は外国語学部長、外国語学研究科長、学生部長などを歴任[5]。
- 2019年に学長選挙にて第13代名古屋学院大学学長に選任され、第12代学長・小林甲一の後を受けて2020年4月1日付にて就任[6]。
- 2022年の学長選挙でも再選出され、2023年4月1日付で2期目となる学長に再任[7]。

## 著書
- 現代の英語学（1993年／金星堂）
- 英検準1級・TOEICの総合演習（1998年／英宝社）
- 文法から攻める英作文のための15章（2006年／英宝社）